# Leopoli
Leopoli (in ucraino Львів?, L'viv ; in polacco Lwów ; in russo Львов?, L'vov; in tedesco Lemberg; in yiddish לעמבעריק‎?, Lemberik; in latino Leopolis, "la città del leone") è una città di 717 500 abitanti dell'Ucraina occidentale, capoluogo dell'oblast' di Leopoli e del distretto di Leopoli ed è uno dei maggiori centri culturali dell'Ucraina.
Nella città si trovano varie industrie e due istituzioni per l'educazione superiore, l'Università di Leopoli e il Politecnico di Leopoli (in precedenza Università Tecnica di Leopoli). Leopoli è inoltre sede di un'orchestra filarmonica e del Teatro dell'Opera e del Balletto di Leopoli, nonché del Conservatorio di Leopoli. 
Dal 1998 il suo centro storico è stato inserito nell'elenco dei patrimoni dell'umanità dell'UNESCO.

## Geografia fisica

### Territorio
Leopoli è collocata sull'altopiano Rostoccja, parte del più vasto ripiano podolico, a circa 70 km dal confine polacco e a 160 km dai monti Carpazi Orientali. L'altezza media è di 296 m, ma vi sono molte zone collinari, il suo punto più alto è l'"Alto Castello" (Vysokyi Zamok), a 409 m, in posizione dominante con vista su tutto il centro storico.
La vecchia città fortificata sorgeva ai piedi dell'altura dell'Alto Castello sulle rive del fiume Poltva. Nel XII secolo il fiume era un'importante via di comunicazione commerciale; all'inizio del XX secolo venne coperto nel suo tratto urbano, e attualmente scorre al di sotto del viale centrale della città, Viale della Libertà (Prospect Svobody), e sotto il Teatro dell'Opera.

### Clima
Il clima di Leopoli è del tipo moderato continentale. La temperatura media di gennaio è di -4 °C, quella di giugno 20 °C. La precipitazione media annua è di 660 mm di pioggia, con il massimo quantitativo nel periodo estivo. Il cielo è coperto per una media di 66 giorni l'anno.

## Storia
Leopoli fu ufficialmente fondata nel 1256 dal re Danilo di Galizia nel principato ruteno di Galizia-Volinia e così chiamata in onore di suo figlio Leone (o fondata dal figlio stesso). Il toponimo vuol dire letteralmente Terre del Leone o Città del Leone (da cui la denominazione latina Leopolis). Divenne fin da subito un importante centro commerciale. Conquistata dal Regno di Polonia nel 1340, rimase sotto l'autorità della Confederazione polacco-lituana quasi senza interruzioni fino al 1772.

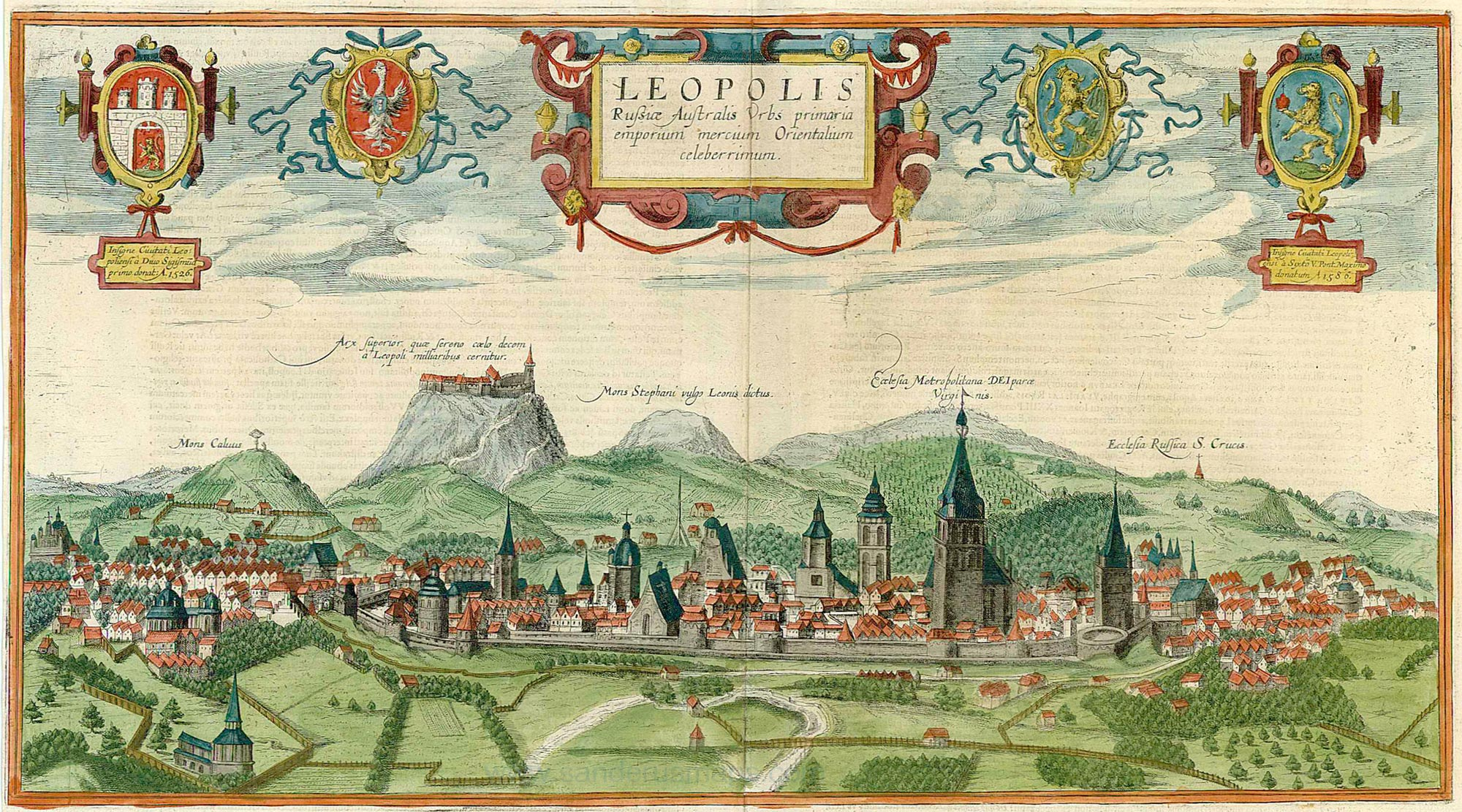
Leopoli nel XVII secolo

Leopoli era una città regia della Corona del Regno di Polonia e una delle più grandi città della Polonia. Leopoli, come una delle dieci città più importanti del regno (come Cracovia, Varsavia, Poznań e Danzica), aveva il diritto di partecipare all'elezione del re di Polonia. Nel XVII secolo, Leopoli era la seconda città più grande e più ricca della Polonia dopo Danzica. Nel 1677, il re di Polonia Stanislao Leszczyński nacque a Leopoli.
Nel 1772, in seguito alla prima spartizione della Polonia, passò nelle mani degli Asburgo e divenne capitale del Regno di Galizia e Lodomiria. Conosciuta in tedesco come Lemberg, la città crebbe notevolmente sotto gli Asburgo, passando da una popolazione di circa 30 000 persone all'epoca dell'annessione all'Austria nel 1772 a 206 100 nel 1910. Tra la fine del XVIII e l'inizio del XIX secolo la forte influenza di burocrati austriaci e cechi germanofoni diedero alla città un carattere che negli anni 1840 era piuttosto austriaco, nel suo ordine e nella comparsa e successo di caffè austriaci.

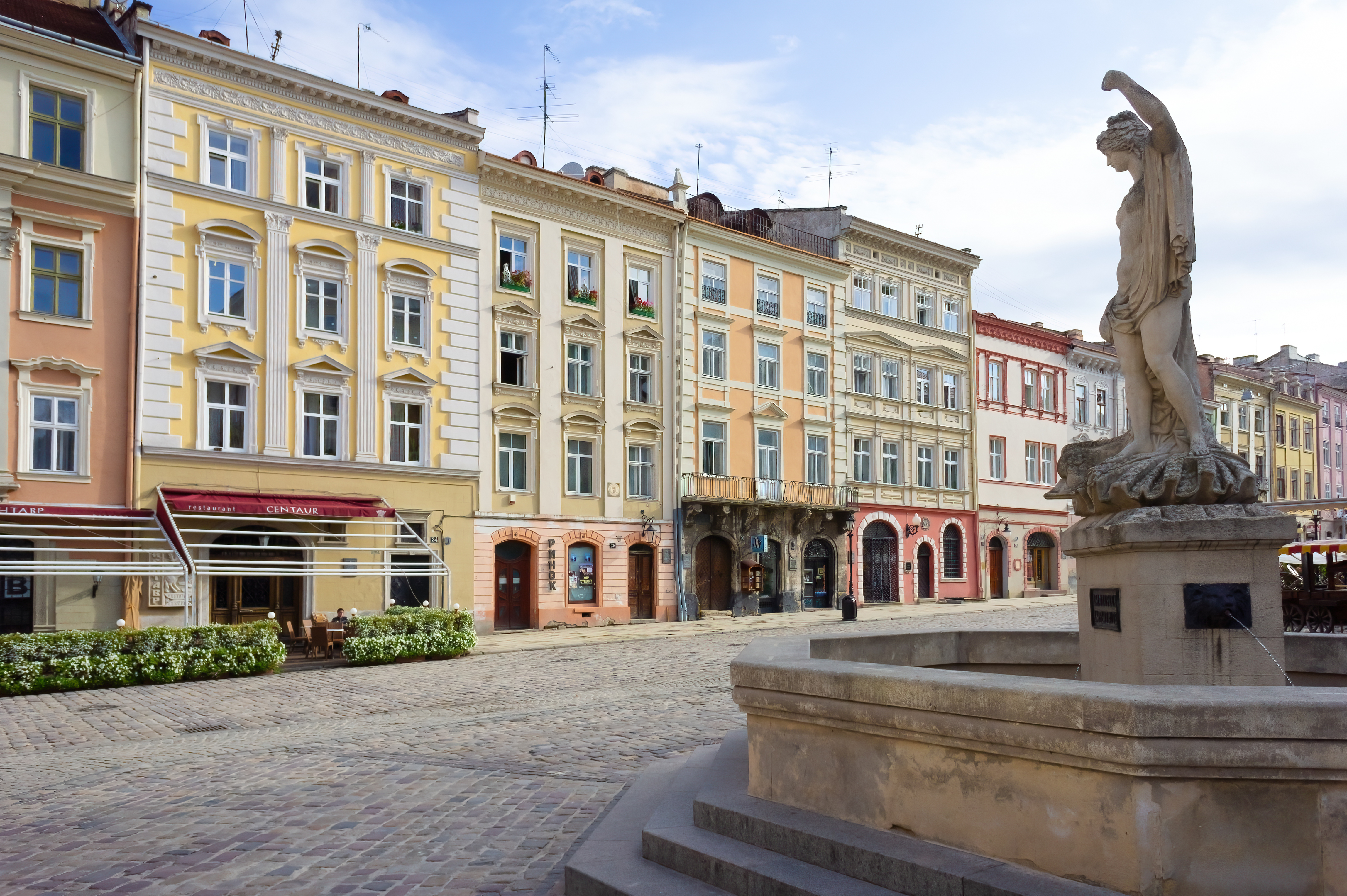
Piazza Rynok

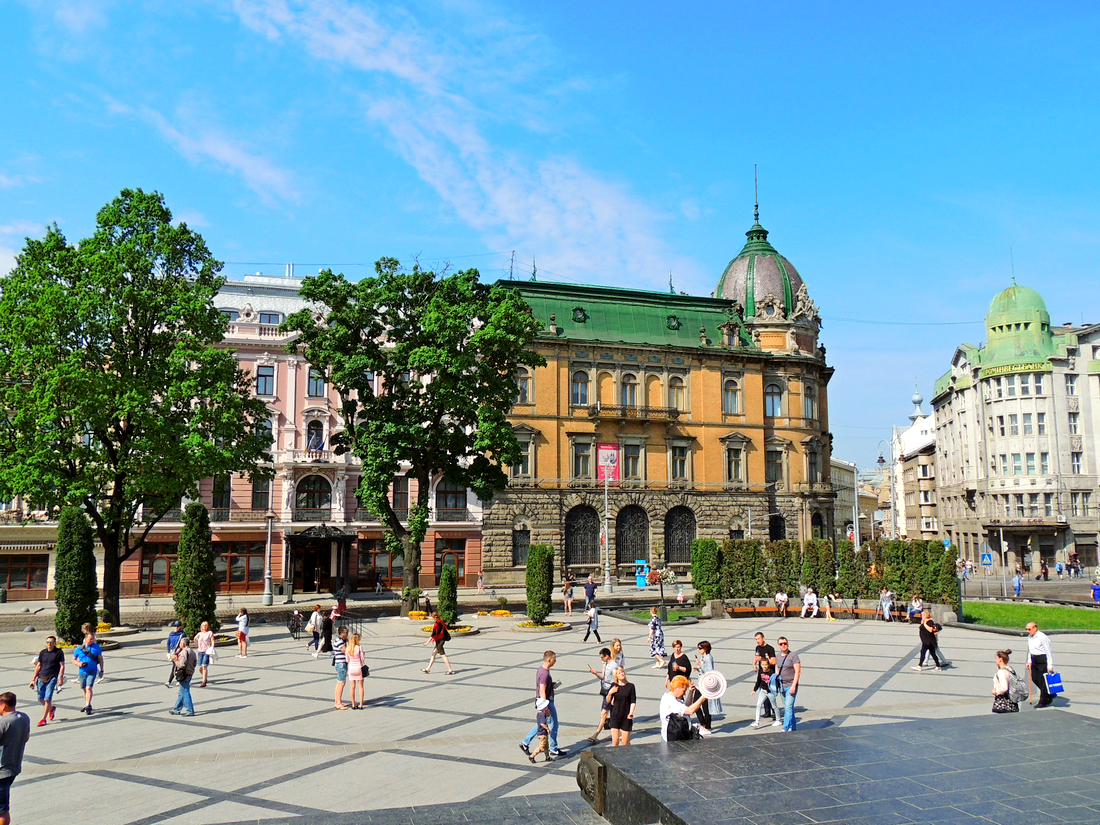
il Viale della Libertà

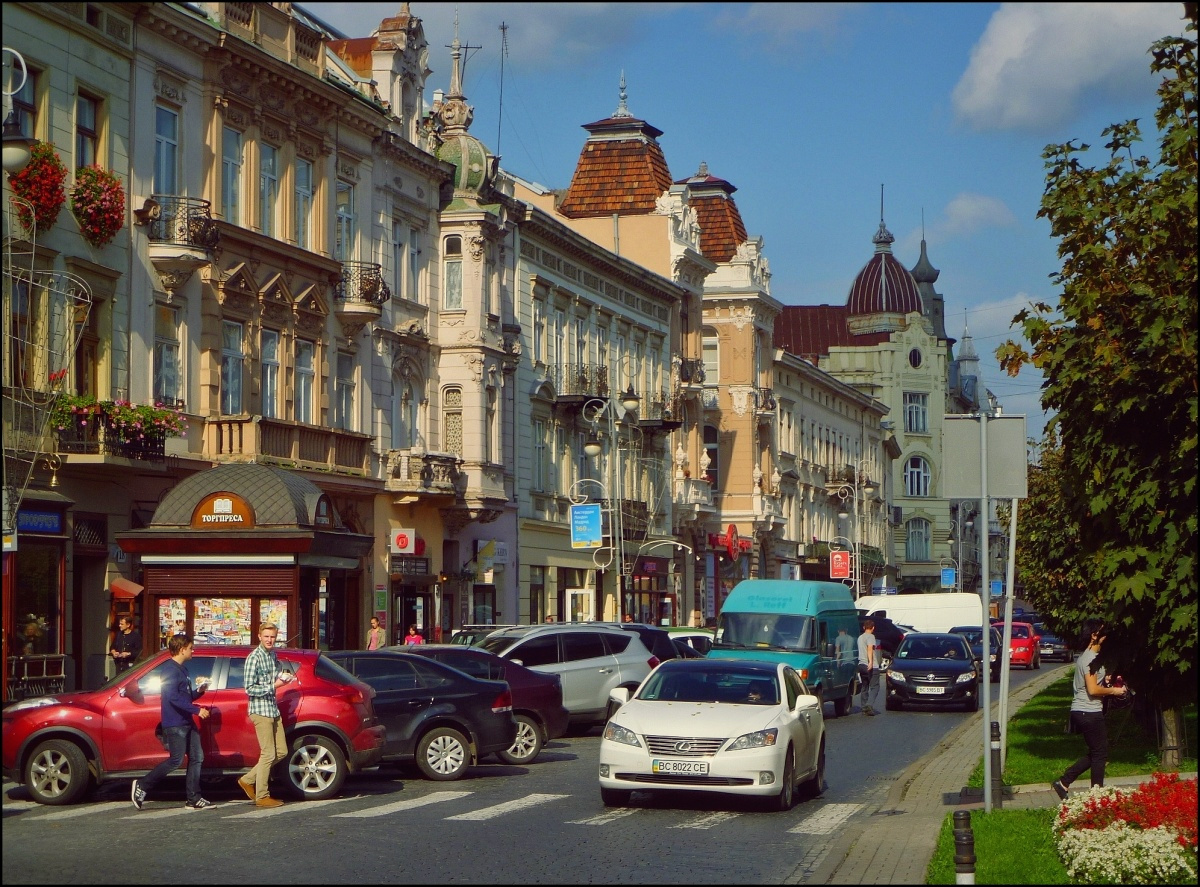
Viale Ševčenko

Nel 1773 cominciò a essere pubblicata la Gazette de Leopoli, il primo giornale della città. Nel 1784 venne aperta una università di lingua tedesca; chiusa nel 1805, venne riaperta nel 1817. Il tedesco divenne la lingua dell'istruzione e nel XIX secolo l'amministrazione austriaca tentò di germanizzare il sistema scolastico e di governo della città sicché molte organizzazioni culturali che non avevano un atteggiamento pro-germanico furono chiuse.
Secondo il censimento austriaco del 1910, il 51% degli abitanti della città erano cattolici di rito romano, il 28% ebrei e il 19% appartenevano alla Chiesa greco-cattolica ucraina. Linguisticamente, l'86% della popolazione della città parlava polacco, mentre l'11% preferiva l'ucraino. Nel 1919, alla caduta dell'Impero austro-ungarico, fu riunita alla Polonia, ricostituitasi come Stato indipendente, e rimase polacca per vent'anni. Nel periodo interbellico, Leopoli era la terza più grande città polacca (dopo Varsavia e Łódź).
Dopo il crollo della monarchia asburgica alla fine della prima guerra mondiale, Leopoli divenne un'arena di battaglia tra la popolazione polacca locale e i fucilieri ucraini Sich. Entrambe le nazioni percepivano la città come parte integrante delle loro nuove statualità che a quel tempo si stavano formando negli ex territori austriaci. La notte tra il 31 ottobre e il 1º novembre 1918 fu proclamata la Repubblica popolare ucraina occidentale con Leopoli come capitale. 2 300 soldati ucraini dei fucilieri ucraini Sich, che in precedenza erano stati un corpo militare dell'esercito austriaco, presero il controllo della città. La maggioranza polacca della città si oppose alla dichiarazione ucraina e iniziò a combattere contro le truppe ucraine. Durante questo combattimento un ruolo importante fu assunto dai giovani difensori polacchi chiamati Aquilotti di Leopoli.
Le forze ucraine si ritirarono fuori dai confini di Leopoli entro il 21 novembre 1918, dopo di che elementi di soldati polacchi iniziarono a saccheggiare e bruciare gran parte dei quartieri ebraici e ucraini della città, uccidendo circa 340 civili. Le forze ucraine in ritirata assediarono la città. I fucilieri Sich si erano trasformati nell'esercito ucraino della Galizia (UHA). Le forze polacche aiutarono dalla Polonia centrale, incluso l'Armata blu del generale Haller, equipaggiata dai francesi, sollevarono la città assediata nel maggio 1919 costringendo l'UHA a est.
Nonostante la mediazione dell'Intesa tentasse di fermare le ostilità e di raggiungere un compromesso tra belligeranti, la guerra polacco-ucraina continuò fino al luglio 1919 quando le ultime forze UHA si ritirarono a est del fiume Zbruč. La frontiera sul fiume Zbruč fu confermata dal trattato di Varsavia, quando nell'aprile 1920 il feldmaresciallo Piłsudski firmò un accordo con Symon Petljura in cui fu convenuto che per il sostegno militare contro i bolscevichi la Repubblica popolare ucraina rinunciasse alle sue rivendicazioni nei territori della Galizia orientale.
Nell'agosto 1920 Leopoli fu attaccata dall'Armata Rossa sotto il comando di Aleksandr Egorov e Stalin durante la guerra polacco-sovietica, ma la città respinse l'attacco. Per il coraggio dei suoi abitanti Leopoli ricevette la croce Virtuti Militari da Józef Piłsudski il 22 novembre 1920.
Il 23 febbraio 1921, il consiglio della Società delle Nazioni dichiarò che la Galizia (compresa la città) si trovava al di fuori del territorio della Polonia e che la Polonia non aveva il mandato di stabilire un controllo amministrativo in quel paese e che la Polonia era semplicemente l'esercito occupante della Galizia, la cui sovranità rimaneva alle Potenze alleate e il destino sarebbe stato determinato dal Consiglio degli ambasciatori presso la Società delle Nazioni. Il 14 marzo 1923, il Consiglio degli ambasciatori decise che la Galizia sarebbe stata incorporata nella Polonia «mentre è riconosciuto dalla Polonia che le condizioni etnografiche richiedono un regime autonomo nella parte orientale della Galizia» e che «Questa condizione non è mai stata onorata dal governo interbellico». Dopo il 1923, la Galizia fu riconosciuta a livello internazionale come parte dello Stato polacco.
Durante il periodo tra le due guerre, Leopoli occupò il rango di terza città più popolosa della Seconda Repubblica Polacca (dopo Varsavia e Łódź), e divenne la sede del Voivodato di Leopoli. Dopo Varsavia, Leopoli fu il secondo centro culturale e accademico più importante della Polonia tra le due guerre. Ad esempio, nel 1920 il professor Rudolf Weigl dell'Università di Leopoli sviluppò un vaccino contro la febbre tifoidea. Inoltre, la posizione geografica di Leopoli le dava un ruolo importante nello stimolare il commercio internazionale e nel promuovere lo sviluppo economico della città e della Polonia. Nel 1921 fu fondata un'importante fiera commerciale, Targi Wschodnie. Nell'anno accademico 1937-1938, c'erano 9 100 studenti che frequentavano cinque istituti di istruzione superiore, tra cui l'Università di Leopoli e il Politecnico.
Mentre circa i due terzi degli abitanti della città erano polacchi, alcuni dei quali parlano il dialetto caratteristico di Leopoli, la parte orientale del Voivodato di Leopoli aveva una maggioranza ucraina relativa nella maggior parte delle aree rurali. Sebbene le autorità polacche si fossero impegnate a livello internazionale a dare autonomia alla Galizia orientale (compresa la creazione di un'università ucraina separata a Leopoli) e anche se nel settembre 1922 fu emanata una legge in tal senso del parlamento polacco Sejm, non fu applicata. Il governo polacco chiuse molte scuole ucraine che avevano funzionato durante il dominio austriaco e i dipartimenti ucraini all'Università di Leopoli, con l'eccezione di uno. Leopoli prima della guerra aveva anche una grande e fiorente comunità ebraica, che costituiva circa un quarto della popolazione.
A differenza dei tempi austriaci, quando le dimensioni e il numero di parate pubbliche o altre espressioni culturali corrispondevano alla popolazione relativa di ciascun gruppo culturale, il governo polacco sottolineò la natura polacca della città e limitò le manifestazioni pubbliche della cultura ebraica e ucraina. Divennero frequenti parate militari e commemorazioni di battaglie all'interno della città che celebravano le forze polacche che combatterono contro gli ucraini nel 1918, e negli anni 1930 fu costruito un monumento commemorativo e un cimitero di soldati polacchi di quel conflitto, il cimitero di Lyčakiv.
Le truppe sovietiche, secondo i piani del patto Molotov-Ribbentrop, si appropriarono della città nel 1939, subito dopo l'inizio della seconda guerra mondiale, e più tardi fu occupata anche dalla Wehrmacht, dal 1941 al 1944, avendo la Germania rotto il patto e invaso l'Unione Sovietica. Già nel 1940 venne aperto un campo  per prigionieri di guerra, in cui - dopo l'8 settembre 1943 - furono anche rinchiusi molti soldati ed ufficiali italiani, cioè lo Stalag 126 e l'Oflag 328. Durante gli anni dell'Olocausto, l'intera popolazione ebraica della città (100 000 residenti oltre ad altrettanti rifugiati dalla Polonia) fu decimata da pogrom, rinchiusa in un ghetto in condizioni di schiavitù e quindi pressoché totalmente sterminata. Nel ghetto furono rinchiusi anche prigionieri di guerra Italiani ed Alleati in attesa di trasferimento verso i campi della morte (principalmente Belzec, Treblinka, Auschwitz, Janowska).
La città venne liberata dall'Armata Rossa il 27 luglio 1944 dopo una violenta battaglia nel corso dell'offensiva Leopoli-Sandomierz.
Nel 1945 venne inglobata nell'URSS ed entrò a far parte della Repubblica Socialista Sovietica Ucraina. La popolazione polacca fu espulsa e si stabilì in maggior parte nella città di Breslavia (che fino al 1945 era tedesca), nell'ambito dei trasferimenti di popolazione polacca nel 1944-46, mentre Leopoli fu ripopolata con cittadini ucraini e russi.
Infine, nel 1991, con la dissoluzione dell'Unione Sovietica, Leopoli divenne parte dell'Ucraina indipendente.

## Monumenti e luoghi d'interesse
A cavallo tra il XIX e il XX secolo la città fu al centro della corrente artistica nota come Secessione Hutsul. La città ha un centro storico riconosciuto dall'UNESCO come Patrimonio dell'umanità.

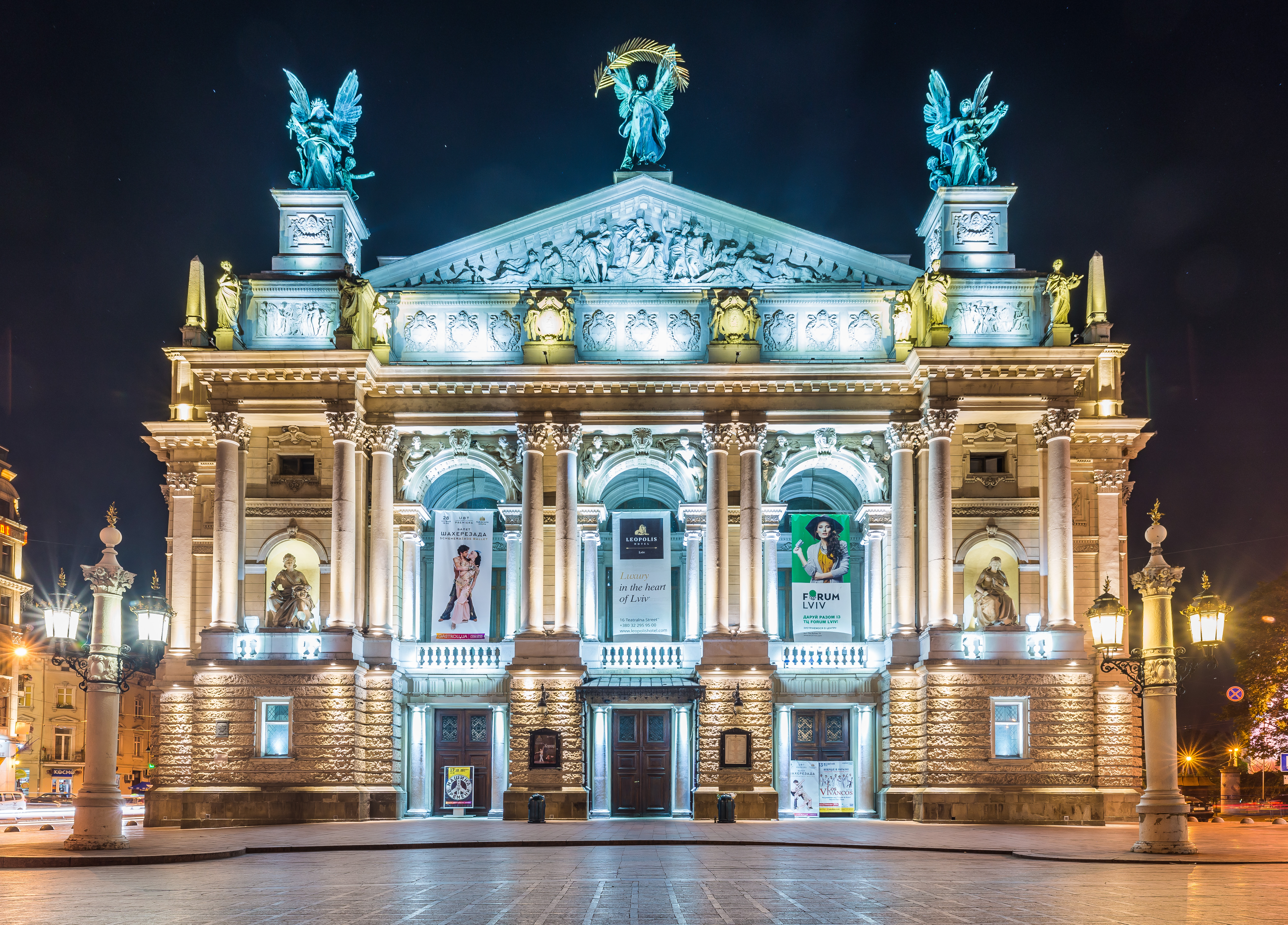
Teatro dell'Opera e del Balletto.

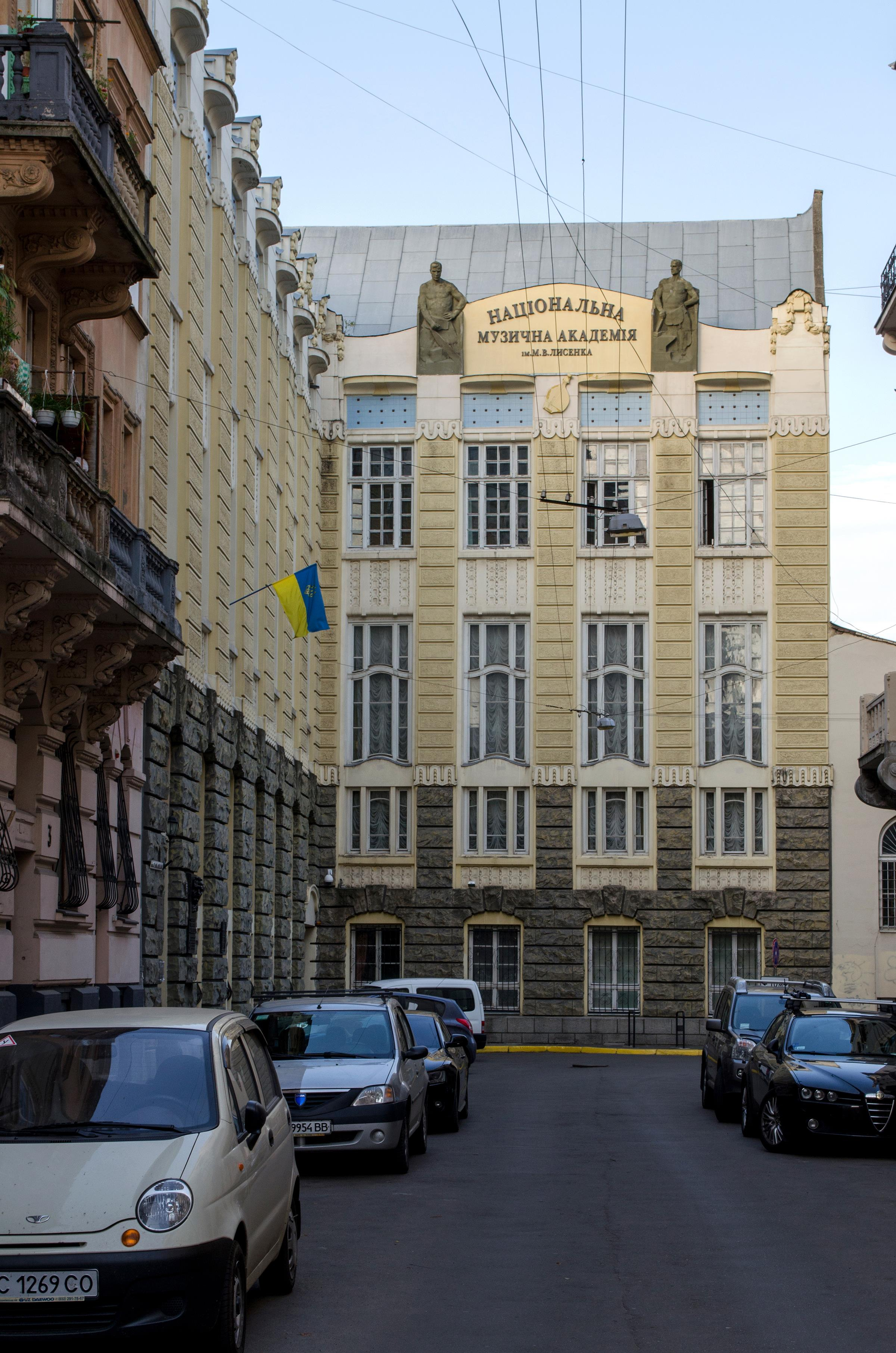
Conservatorio di Leopoli.

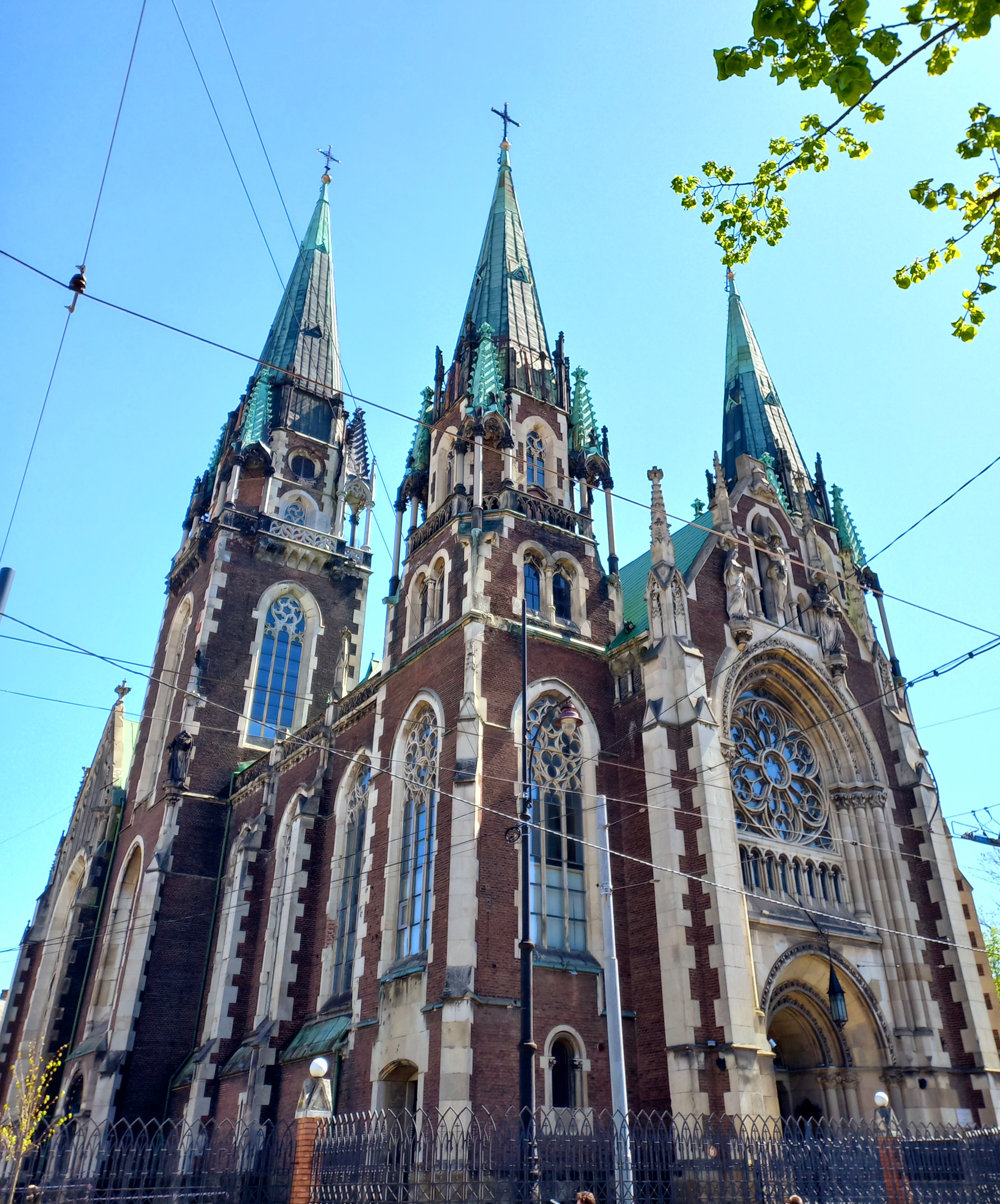
Leopoli - Chiesa delle Sante Olga ed Elisabetta.

### Edifici religiosi

#### Chiese

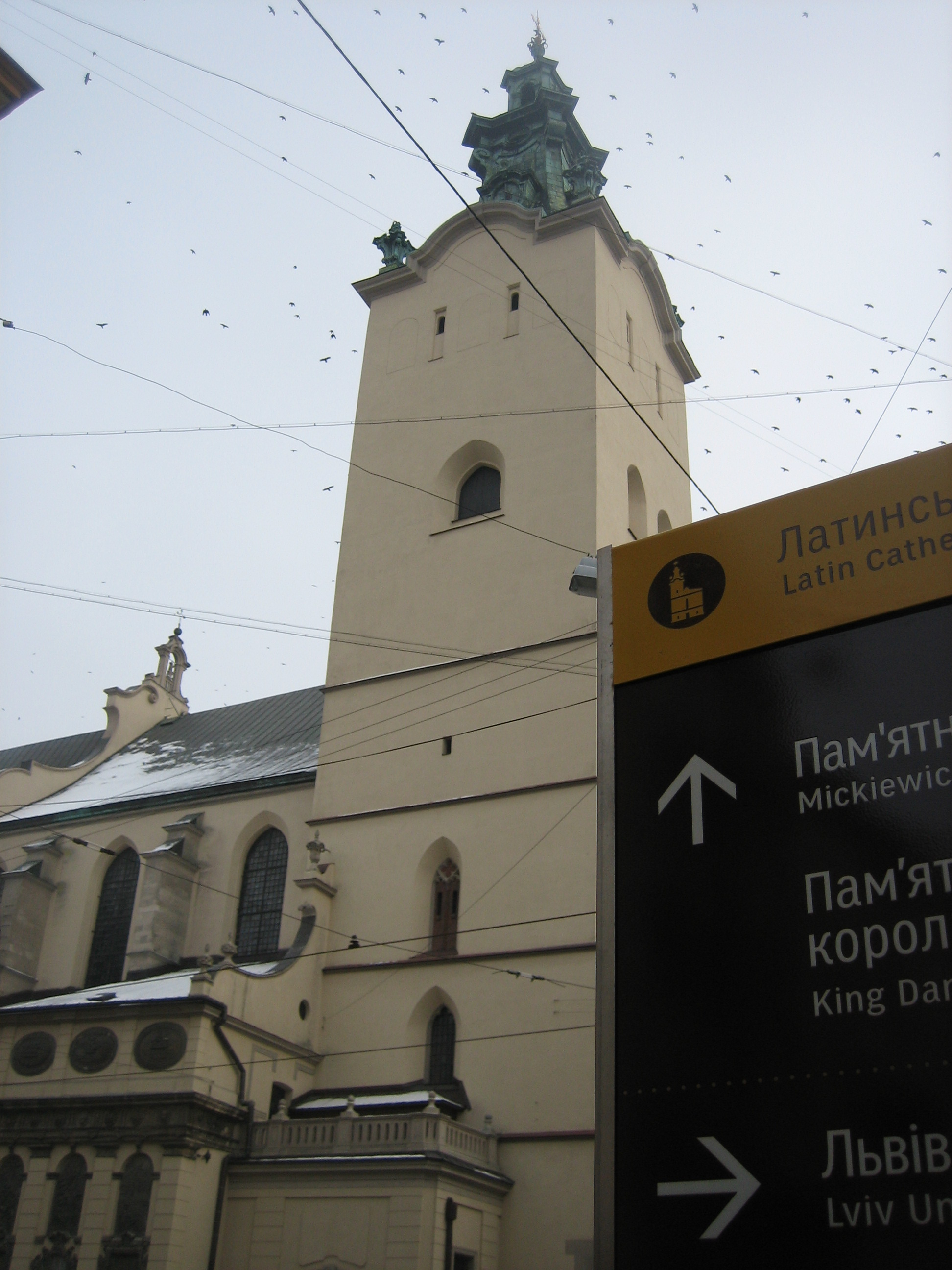
La Cattedrale dell'Assunzione

- La Cattedrale dell'AssunzioneCattedrale di San Giorgio  costruita tra il 1744 e il 1760.
- Chiesa della Dormizione costruita tra il 1591 e il 1692.
- Chiesa delle Sante Olga ed Elisabetta è una chiesa greco-cattolica, costruita tra il 1903 e il 1911 in stile neogotico e prende il nome dalle sante patrone Olga e Elisabetta.
- Chiesa dei Gesuiti
- Chiesa e monastero dei Bernardini
- Chiesa dei domenicani
- Cattedrale armena dell'Assunzione
- Cattedrale dell'Assunzione
- Cattedrale ortodossa della Protezione
- Chiesa della Trasfigurazione
- Chiesa di San Giovanni Crisostomo
- Chiesa dei Santi Apostoli Pietro e Paolo

#### Sinagoghe
- Sinagoga della Rosa d'Oro di Leopoli
- Sinagoga grande periferica di Leopoli
- Sinagoga Jakob Glanzer di Leopoli
- Sinagoga Tempel di Leopoli
- Sinagoga Beit Chasidim di Leopoli
- Sinagoga Beis Aharon V'Yisrael di Leopoli

### Edifici civili
- Casa Nera
- Palazzo Kornjakt
- Palazzo Bandinelli
- Palazzo del Municipio

### Aree verdi
- Parco Stryjs'kyj

### Vie e piazze
- Piazza del Mercato
- Piazza Mickiewicz
- Piazza Halyc'ka

## Cultura
Tra gli anni trenta e quaranta molti matematici crearono la Scuola di Leopoli e il luogo scelto per i loro incontri fu il Caffè Scozzese. Qui il gruppo affrontava le tematiche legate in particolare all'analisi funzionale e alla topologia.

### Scuole
- Conservatorio di Leopoli

### Musei
- Museo nazionale di Leopoli
- Galleria nazionale d'arte di Leopoli
- Museo storico di Leopoli
- Museo dell'etnografia e dell'artigianato
- Museo nazionale dell'architettura popolare e della vita "Clemente Šeptyc'kyj"
- Arsenale di Leopoli
- Cimitero di Lychakiv, principale cimitero cittadino dichiarato museo nel 1991.
- Prigione di via Łącki, ex carcere per detenuti politici di vari regimi, ora un museo

## Amministrazione
Fino al 18 luglio 2020  Leopoli costituiva una città di rilevanza regionale e faceva parte del Comune di Leopoli. Come parte della riforma amministrativa dell'Ucraina, che ridusse a sette il numero di distrettii dell'Oblast' di Leopoli, la città fu integrata nel Distretto di Leopoli

### Gemellaggi
- Banja Luka[11]
- Friburgo in Brisgovia
- Kutaisi
- Novi Sad
- Whitstable
- Winnipeg
- Breslavia, dal 2002
- Varsavia
- Cracovia
- Lublino
- Łódź
- Przemyśl
- Rzeszów

## Infrastrutture e trasporti

### Ferrovie

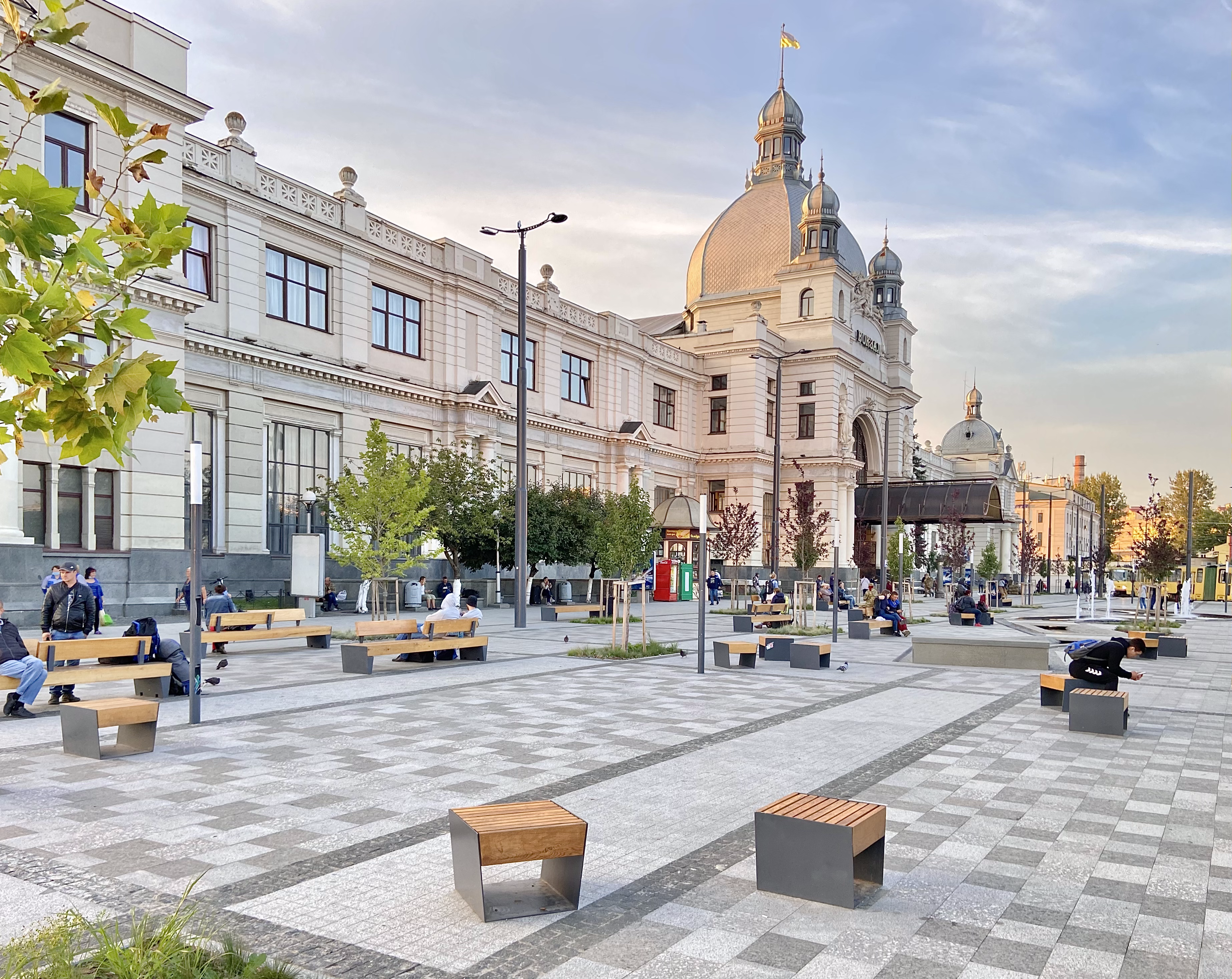
Piazzale esterno della stazione ferroviaria centrale

La moderna Leopoli è un centro su cui convergono nove ferrovie fornendo servizi locali e internazionali e la linea ferroviaria che tocca la città è una delle più antiche dell'Ucraina. Il primo treno arrivò a Leopoli il 4 novembre 1861. La principale stazione di Leopoli, progettata da Władysław Sadłowski, fu costruita nel 1904 ed era considerata una delle migliori d'Europa dal punto di vista sia architettonico sia tecnico. La stazione di Pidzamche è di poco posteriore, ed è stata costruita nel 1869.
Diversi treni attraversano il vicino confine polacco-ucraino (principalmente via Przemyśl in Polonia). Ci sono buoni collegamenti con la Slovacchia (Košice) e l'Ungheria (Budapest). Molte tratte hanno treni notturni con scompartimenti a cuccette. La ferrovia di Leopoli è una delle principali porte dell'Ucraina verso l'Europa, unita alle linee di trasporti su gomma.

### Aeroporti

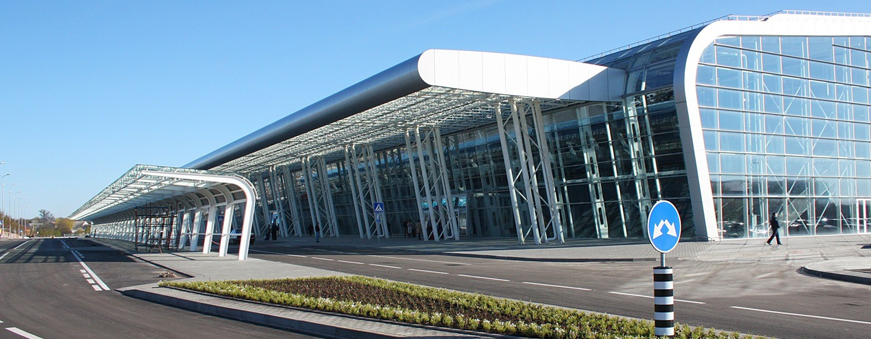
L'aeroporto di Leopoli

L'aeroporto di Leopoli, distante 6 km dal centro, dal 2010 ha visto un progetto di ampliamento e ammodernamento in occasione del campionato Euro 2012. Presenta collegamenti sia nazionali sia verso le principali città europee.

### Mobilità urbana
La rete tranviaria di Leopoli è composta da 9 linee per una lunghezza complessiva di 36,5 km ed è gestita da LKP Lvivelektrotrans.

### Piste ciclabili
La bicicletta è un modo di trasporto nuovo ma in espansione a Leopoli. Nel 2011 la città di Leopoli ha ratificato un ambizioso programma di 9 anni per la creazione di infrastrutture ciclabili, fino all'anno 2019 sarà realizzata una lunghezza complessiva di 270 km di corsie e piste ciclabili. Eventi come il Vseukraïns'kyj Veloden' o la Settimana Europea della Mobilità mostrano la popolarità del ciclismo tra i cittadini di Leopoli.

## Sport

### Calcio

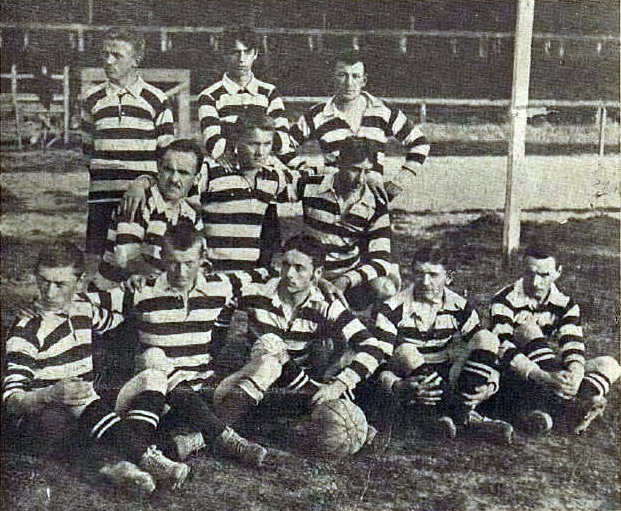
Lechia Lwów, la più antica squadra di calcio polacca

La squadra principale della città è il Karpaty.
A Leopoli sono state create le tre più antiche società calcistiche polacche: Lechia Lwów, Czarni Lwów e Pogoń Lwów. Pogoń Lwów, quattro volte campione di Polonia, è stato uno dei club più forti nella Polonia prebellica.

## Nella cultura di massa
Della deportazione della popolazione polacca da Leopoli a Gliwice, cittadina industriale dell'Alta Slesia sottratta alla Germania e assegnata alla Polonia, narra il romanzo Tradimento del poeta polacco Adam Zagajewski.
Alcune parti del film Schindler's List - La lista di Schindler sono state girate nel centro della città di Leopoli, perché meno dispendioso di quanto sarebbe costato a Cracovia.
Il film intitolato In darkness di Agnieszka Holland, è basato sulle vicende di un gruppo di ebrei, che durante la seconda guerra mondiale trascorre 14 mesi all'interno del sistema fognario della città di Leopoli.